# Skridskonyckel
Skridskonyckel är en sorts hylsnyckel utformad som en vev, där hylsan passar på den kvadratiska tapp som finns i åtdragmekanismen på skridskor enligt Wollerts patent.
Notera att i litteraturen stavas uppfinnarens namn ibland Woolert.